# Beth Potter
Beth Potter (* 27. Dezember 1991 in Glasgow) ist eine schottische Langstreckenläuferin, Duathletin und Triathletin. Sie ist zweifache Olympiastarterin (2016, 2024), Dritte der Olympischen Sommerspiele im Triathlon (2024), Triathlon-Weltmeisterin (2023), Triathlon-Europameisterin (2019) und Vizeeuropameisterin Duathlon (2020).

## Werdegang
Beth Potter kam 2004 zum Laufsport. Sie studierte an der Loughborough University.
Bei den Leichtathletik-Junioreneuropameisterschaften 2009 wurde die geborene Schottin Fünfte über 3000 m. Im Dezember des Jahres wurde sie im britischen Team in Dubai bei den Crosslauf-Europameisterschaften Vizeeuropameisterin der Juniorinnen.
Bis 2012 wurde sie trainiert von John Nuttall und von 2012 bis 2018 von Mick Woods.
Bei den Commonwealth Games 2014 wurde sie Fünfte über 10.000 m.

### Olympische Sommerspiele 2016
Im August 2016 bei den Olympischen Sommerspielen belegte sie über 10.000 Meter in 33:04,34 Minuten den 34. Rang.
Bei den Leichtathletik-Weltmeisterschaften 2017 belegte sie über die 10.000 Meter der Frauen am 5. August in London in 32:15,88 Minuten den 21. Rang.

### Duathlon und Triathlon seit 2017
Seit 2017 ist sie auch im Duathlon und Triathlon aktiv. 2018 startete Beth Potter als erste schottische Athletin in zwei Sportarten bei den Commonwealth Games in Gold Coast (Australien): in der Leichtathletik und im Triathlon: Über 10.000 Meter belegte sie den 18. Rang. Im  Triathlon belegte sie zusammen mit Marc Austin, Erin Wallace und Grant Sheldon im Team für Schottland den siebten Rang.
2019 wurde die damals 27-Jährige in den Niederlanden Europameisterin auf der Triathlon-Kurzdistanz (1,5 km Schwimmen, 37,8 km Radfahren und 9,9 km Laufen).
Im März 2020 wurde sie in Spanien Vizeeuropameisterin Duathlon hinter der Österreicherin Lisa Perterer. Beth Potter startet am 6. Juni 2021 für das Vereinigte Königreich bei den ITU World Championship Series 2021 in Leeds, zusammen mit Lucy Charles-Barclay, Non Stanford, Vicky Holland, Jessica Learmonth, Sophie Coldwell, Georgia Taylor-Brown, Olivia Mathias und Sian Rainsley.
Im Juli 2022 wurde die 30-Jährige in Birmingham Dritte im Triathlon bei den Commonwealth Games. In der gemischten Staffel belegte sie mit dem schottischen Team (Cameron Main, Sophia Green und Grant Sheldon) den fünften Rang. Bei der Weltmeisterschafts-Rennserie 2022 belegte Beth Potter als drittbeste Britin den siebten Rang.

### Triathlon-Weltmeisterin 2023
In der Weltmeisterschafts-Rennserie 2023 sicherte sich die Potter im September mit dem Sieg im letzten Rennen der Saison den Titel der Weltmeisterin auf der Triathlon-Kurzdistanz.

### Olympische Sommerspiele 2024
Bei den Olympischen Sommerspielen in Paris belegte die 32-Jährige im Juli den dritten Rang.
Auch in der gemischten Staffel zusammen mit Georgia Taylor-Brown, Alex Yee und Samuel Dickinson holte sie die Bronzemedaille für das Königreich.
Beth Potter lebt in Leeds.

## Sportliche Erfolge
| Datum/Jahr   | Rang | Wettbewerb                          | Austragungsort | Zeit     | Bemerkung                                                                     |
| ------------ | ---- | ----------------------------------- | -------------- | -------- | ----------------------------------------------------------------------------- |
| 7. März 2020 | 2    | ETU Duathlon European Championships | Punta Umbría   | 00:58:54 | Europameisterschaft Duathlon (5 km Laufen, 20 km Radfahren und 2,5 km Laufen) |

| Datum/Jahr    | Rang | Wettbewerb                                  | Austragungsort | Zeit     | Bemerkung                                                             |
| ------------- | ---- | ------------------------------------------- | -------------- | -------- | --------------------------------------------------------------------- |
| 12. Juli 2025 | 3    | ITU World Championship Series 2025          | Hamburg        | 00:56:32 |                                                                       |
| 27. Sep. 2024 | 2    | ITU World Championship Series 2024          | Weihai         | 02:04:59 |                                                                       |
| 5. Aug. 2024  | 3    | Olympische Sommerspiele 2024, Mixed Relay   | Paris          |          | Mixed-Staffel mit Georgia Taylor-Brown, Alex Yee und Samuel Dickinson |
| 31. Juli 2024 | 3    | Olympische Sommerspiele 2024                | Paris          |          |                                                                       |
| 13. Juli 2024 | 3    | ITU World Championship Series 2024          | Hamburg        | 00:55:31 |                                                                       |
| 25. Mai 2024  | 3    | ITU World Championship Series 2024          | Cagliari       | 01:47:31 |                                                                       |
| 24. Sep. 2023 | 1    | ITU World Championship Series 2023          | Pontevedra     | 01:53:19 |                                                                       |
| 20. Aug. 2023 | 2    | World Triathlon Mixed Relay Series          | Paris          | 01:12:19 | im Mixed Relay (Staffel) mit Barclay Izzard, Kate Waugh und Alex Yee  |
| 14. Juli 2023 | 2    | ITU World Championship Series 2023          | Hamburg        | 00:21:45 | Zweite hinter der Französin Cassandre Beaugrand                       |
| 24. Juni 2023 | 1    | ITU World Championship Series 2023          | Montreal       | 00:58:10 |                                                                       |
| 3. März 2023  | 1    | ITU World Championship Series 2023          | Abu Dhabi      | 00:57:56 |                                                                       |
| 6. Nov. 2022  | 3    | ITU World Championship Series 2022          | Bermuda        | 02:03:17 |                                                                       |
| 29. Juli 2022 | 3    | Commonwealth Games 2022                     | Birmingham     | 00:56:46 |                                                                       |
| 25. Juni 2022 | 3    | ITU World Championship Series 2022          | Montreal       | 00:24:15 |                                                                       |
| 11. Juni 2022 | 5    | ITU World Championship Series 2022          | Leeds          | 00:59:22 |                                                                       |
| 26. März 2022 | 1    | ETU Europe Triathlon Cup                    | Quarteira      | 01:58:56 |                                                                       |
| 30. Okt. 2021 | 1    | ITU Triathlon World Cup                     | Tongyeong      | 00:58:08 |                                                                       |
| 23. Okt. 2021 | 1    | ITU Triathlon World Cup                     | Haeundae-gu    | 00:56:25 |                                                                       |
| 21. Aug. 2021 | 18   | ITU World Championship Series 2021          | Edmonton       | 01:59:32 |                                                                       |
| 6. Juni 2021  | 7    | ITU World Championship Series 2021          | Leeds          | 01:57:20 |                                                                       |
| 7. Nov. 2020  | 1    | ITU Triathlon World Cup                     | Valencia       | 00:56:35 |                                                                       |
| 10. Okt. 2020 | 2    | ITU Triathlon World Cup                     | Arzachena      | 01:02:04 | Zweite hinter Flora Duffy                                             |
| 31. Aug. 2019 | 28   | ITU World Championship Series 2019          | Lausanne       | 02:10:03 | Grand Final der Rennserie 2019                                        |
| 31. Mai 2019  | 1    | ETU Triathlon European Championships        | Weert          | 01:45:44 | Europameisterschaft auf der olympischen Kurzdistanz                   |
| 20. Aug. 2018 | 19   | ETU Sprint Triathlon European Championships | Tartu          | 01:00:46 | Europameisterschaft auf der Sprintdistanz                             |
| 23. Sep. 2017 | 1    | Funchal ETU Sprint Triathlon European Cup   | Funchal        | 01:01:36 |                                                                       |

(DNF – Did Not Finish; DSQ – Disqualifiziert)